# Базово
Базово — посёлок в Чулымском районе Новосибирской области. Административный центр Базовского сельсовета.

## География
Площадь посёлка — 415 гектаров.

## Население
| 1926 | 2002 | 2007 | 2010 |
| ---- | ---- | ---- | ---- |
| 2724 | ↘747 | ↗811 | ↘726 |

## Инфраструктура
В посёлке по данным на 2007 год функционируют 1 учреждение здравоохранения и 1 учреждение образования.